# Tiriteana claekei
Tiriteana claekei är en insektsart som beskrevs av Myers 1924. Tiriteana claekei ingår i släktet Tiriteana och familjen kilstritar. Inga underarter finns listade i Catalogue of Life.